# Maisa Silva
Maisa da Silva Andrade (São Bernardo do Campo, 22 de mayo de 2002) es una actriz, presentadora,  actriz de doblaje y excantante brasileña, Fue descubierta a los tres años, cuando participaba en un grupo de novatos en el Programa Raúl Gil, en RecordTV y en Band. Dos años después, fue contratada por SBT para presentar los programas Sábado Animado , Domingo Animado y Bom Dia & Cia, cobrando mayor protagonismo cuando compartió el cuadro Ask a Maisa con su jefe Silvio Santos. Como actriz, ganó fama a través de su papel de Valéria Ferreira en Carrossel . Otros papeles de notoriedad en la carrera de la actriz son como Juju Almeida en Carinha de Anjo , Cíntia Dorella en Cinderela Pop , Gabi en Tudo por um Popstar e interpretando a su primera villana en la película Ela Disse, Ele Disse , como Júlia.

## Primeros años
Maisa da Silva Andrade nació en São Bernardo do Campo, São Paulo, hija única de Gislaine da Silva y Celso Andrade, una dueña de casa y un técnico en telefonía.

## Carrera artística
Viendo un programa de televisión sobre Rede Record, el Programa Raul Gil, presentado por el presentador Raul Gil, Maisa le dijo a su madre que quería participar en el segmento para niños. Luego, a partir de julio de 2005 con tres años de edad, comenzó a hacer doblajes y cantar canciones de otros artistas, en Rede Record y también en Rede Bandeirantes debido a la transferencia del programa. Por su gran desenvolvimiento en el escenario, fue invitada a ser asistente de Raul Gil.
Con el tiempo, Maisa Silva llamó la atención de Silvio Santos, el presentador de renombre y propietario de SBT, quien la contrató en 2007 para presentar el programa Sábado Animado. Su apariencia fue inspirada en Shirley Temple. En 2008, ella también comenzó a presentar el programa Domingo Animado. Maisa era muy extrovertida, inteligente y burlona. Esto hizo que su jefe Silvio Santos abriera un segmento en su programa llamado "Pergunte à Maisa", donde ella respondía preguntas de una manera muy espontánea, fue un éxito en el Programa Silvio Santos en 2009. En ese mismo año, Maisa comenzó a atender a los niños que llaman al programa de dibujos Bom Dia & Companhia para competir por premios, y también comenzó a presentar el programa Carrossel Animado. El 10 de octubre de 2009, comenzó a presentar Uma Hora de Sucesso, con invitados cantando el repertorio de su primer CD Tudo Que Me Vem Na Cabeça, lanzado el 28 de agosto de 2009. Tiempo después, abandonó el programa Bom Dia & Companhia el 12 de octubre de 2011, para interpretar a Valéria Ferreira, en Carrusel (telenovela brasileña), la versión brasileña de la telenovela Carrusel. Regresó al programa en abril de 2013, junto a Ana Victoria Zimmermann y Matheus Ueta. Inicialmente presentado solo los lunes y miércoles, pero con la entrada de más presentadores, que mandaba en rotación, comenzó a compartir la presentación con Ana Victoria Zimmerman y luego a la izquierda el programa.
En 2014, copresentó el programa Mundo Pet con Carla Fioroni, el programa tenía trece episodios y se emitió en la mañana del domingo, fue dedicado a los animales. El 18 de diciembre de 2014, Maisa lanzó su EP Eu Cresci con cinco canciones. Las canciones Eu Cresci y NheNheNhem fueron éxitos en el Internet. NheNheNhem encabezó la Spotify y fue el video brasileño de YouTube más visto en la categoría de Entretenimiento de 2015.

## Vida personal
Hija única, Maisa nació en ABC Paulista y vivió de dos a siete años en São José dos Campos. Por motivos profesionales en julio de 2009 se trasladó a Alphaville, en Barueri.
En octubre de 2013, a la edad de once años, anunció que ya no usaría sus característicos rizos en el cabello, ya que prefería dejarlo liso. La presentadora se declara feminista “Tener la noción de que históricamente la mujer ha sido etiquetada y limitada me despierta el deseo de ser mujer, de usar eso a mi favor”, dijo.

## Filmografía
| Año            | Título              | Notas                          |
| -------------- | ------------------- | ------------------------------ |
| 2007–2011      | Sábado Animado      |                                |
| 2008–2010      | Domingo Animado     |                                |
| 2009–2011/2013 | Bom Dia & Companhia |                                |
| 2010–2011      | Carrossel Animado   |                                |
| 2014           | Mundo Pet           | Con Carla Fioroni y Luisa Mell |
| 2015–2016      | Domingo Legal       | Reportera ocasional            |
| 2019-presente  | Programa da Maísa   | Presentadora principal         |

| Año       | Título             | Personaje              | Notas                          |
| --------- | ------------------ | ---------------------- | ------------------------------ |
| 2012–2013 | Carrusel           | Valéria Ferreira       | Protagonista                   |
| 2014      | Patrulha Salvadora | Valéria Ferreira       | Invitada especial; Temporada 2 |
| 2014      | Chiquititas        | Ella misma             | Invitada especial              |
| 2016–2017 | Carinha de Anjo    | Juliana "Juju" Almeida | Coprotagonista                 |
| 2022      | De Vuelta a Los 15 | Anita                  | Protagonista                   |

| Año       | Título                   | Notas                                                |
| --------- | ------------------------ | ---------------------------------------------------- |
| 2005–2006 | Eu e as Crianças         | Participante en Programa Raul Gil                    |
| 2008–2009 | Pergunte à Maisa         | Participante en Programa Silvio Santos               |
| 2009      | Uma Hora de Sucesso      | Día del Niño; con una repetición en 2011             |
| 2009–2017 | Teleton (Brasil)         | Presentadora y cantante invitada                     |
| 2011      | Dia de Festa 30 anos SBT | Presentadora; 30.º cumpleaños de SBT                 |
| 2011      | Feriadão SBT             | Presentadora; Día de la Independencia / Día del Niño |
| 2013      | Carrossel TV             | Valéria Ferreira; divulgación de Chiquititas         |
| 2014      | Plantão JK               | Valéria Ferreira; divulgación de Patrulha Salvadora  |

| Año  | Título                                  | Personaje        | Notas  |
| ---- | --------------------------------------- | ---------------- | ------ |
| 2015 | Carrossel: O Filme                      | Valéria Ferreira | [ 16 ] |
| 2016 | Carrossel 2: O Sumiço de Maria Joaquina | Valéria Ferreira | [ 17 ] |
| 2016 | Masha e o Urso: O Filme                 | Narradora        | [ 18 ] |
| 2017 | Bugigangue no Espaço                    | Fefa (voz)       | [ 19 ] |
| 2017 | Smurfs: The Lost Village                | Smurf-Lilí (voz) |        |
| 2018 | O Touro Ferdinando                      | Nina (voz)       |        |
| 2018 | Tudo Por Um Popstar: O Filme            | Gabriela (Gabi)  |        |
| 2019 | Cinderela Pop                           | Cíntia Dorella   |        |
| 2019 | Ela disse, Ele disse                    | Júlia (M.A.B.U.) |        |
| 2020 | Doble Padre                             | Vincenza         | [ 20 ] |

## Literatura
| Año  | Título                                                                       |
| ---- | ---------------------------------------------------------------------------- |
| 2016 | Sinceramente Maisa - Histórias de Uma Garota Nada Convencional               |
| 2017 | O Diário de Maisa                                                            |
| 2017 | O Livro de Tweets da +A: As Histórias Além dos 140 Caracteres da Maisa Silva |

## Teatro
| Año           | Título                           | Personaje        | Notas   |
| ------------- | -------------------------------- | ---------------- | ------- |
| 2014          | Especial Carrossel: Circo Tihany | Valéria Ferreira | Musical |
| 2015–presente | Maisa no Ar                      | Ella misma       | Musical |

## Discografía

### Álbumes de estudio
| Información | Ref.   |
| --- | ------ |
| - Nombre: Tudo Que Me Vem Na Cabeça - Publicación: 28 de agosto de 2009 - Discográfica: Universal Music - Formato: Descarga de música, CD | [ 22 ] |

### Extended play (EP)
| Información | Ref.   |
| --- | ------ |
| - Nombre: Eu Cresci! - Publicación: 18 de diciembre de 2014 - Discográfica: 11:11 Produções Musicais - Formato: Descarga de música | [ 21 ] |

## Premios y nominaciones
| Premio                | Año  | Categoría                 | Trabajo indicado                                 | Resultado | Ref.   |
| --------------------- | ---- | ------------------------- | ------------------------------------------------ | --------- | ------ |
| Troféu Internet       | 2009 | Revelação do Ano          | Ella misma                                       | Ganadora  |        |
| Troféu Imprensa       | 2009 | Revelação do Ano          | Ella misma                                       | Ganadora  | [ 23 ] |
| Meus Prêmios Nick     | 2012 | Personagem de TV Favorito | Valéria Ferreira em Carrusel                     | Nominada  | [ 24 ] |
| Meus Prêmios Nick     | 2018 | Canal de Youtube Favorito | Valéria Ferreira em Carrusel                     |           |        |
| Prêmio Febre Teen     | 2016 | Instagram Do Ano          | Valéria Ferreira em Carrusel                     | Ganadora  |        |
| Premio F5             | 2018 | Melhor Casal              | Ganadora Premio Compartido Con Nicholas Arashiro |           |        |
| Prêmio Contigo! de TV | 2013 | Melhor Atriz Infantil     | Nominada                                         |           |        |